# Jacob Lekgetho
Jacob Bobo Lekgetho (Soweto, 24 marzo 1974 – Johannesburg, 9 settembre 2008) è stato un calciatore sudafricano, di ruolo difensore.

## Palmarès

### Club

#### Competizioni nazionali
- Campionato russo: 2

Lokomotiv Mosca: 2002, 2004
- Coppa di Russia: 1

Lokomotiv Mosca: 2000-2001
- Supercoppa di Russia: 1

Lokomotiv Mosca: 2003